# Gruta da Aroeira
A gruta da Aroeira é um sítio arqueológico e paleoantropológico no  Maciço Calcário Estremenho em Portugal. A gruta localiza-se na vila do Almonda, freguesia de Zibreira, município de Torres Novas, distrito de Santarém. A caverna continha pedras da cultura Acheulense do Paleolítico e um crânio de Homo heidelbergensis com cerca de 400 000 anos. A descoberta do crânio Aroeira 3 foi anunciado na primavera de 2017, sendo o mais antigo vestígio humano em Portugal.

## Exploração
A gruta da Aroeira é parte do sistema cársico da nascente do rio Almonda, afluente do rio Tejo cuja nascente se encontra algumas dezenas de metros abaixo da caverna. A gruta pertence a uma labiríntica rede de corredores parcialmente colapsados e cavernas com depósitos do Plistoceno e muitas entradas soterradas. A entrada da gruta foi soterrada quando a escavação começou em 1998, tendo sido desenterrada só em 2002. No decurso destas escavações, foram encontrados dois dentes hominínios, um canino esquerdo de um maxilar inferior relativamente grande (Aroeira 1) e um dente do siso esquerdo de um maxilar superior (Aroeira 2), cuja idade concluíu-se ser aproximadamente 400 000 anos. Também se encontraram vários bifaces e restos de plantas.
Em 2013, o trabalho de escavação foi retomado e foi descoberto o crânio Aroeira 3, parcialmente conservado, num grande bloco de brecha. Foi transportado para Madrid para extração cuidada.
Os depósitos na caverna têm cerca de quatro metros de espessura e estão classificados em três camadas estratigráficas, na mais baixa das quais se encontrava o fóssil Aroeira 3. Várias análises independentes revelaram ter uma idade de aproximadamente 400 000 anos, devido à deteção de isótopos de oxigénio no estádio 11c. Os depósitos mais recentes da gruta foram datados em 60 000 a 40 000 anos (estádio isotópico do oxigénio 3c).
A investigação atribuíu ao crânio hominídeo a espécie Homo heidelbergensis.